# Philippe de Gastine
Pour les articles homonymes, voir gastine.

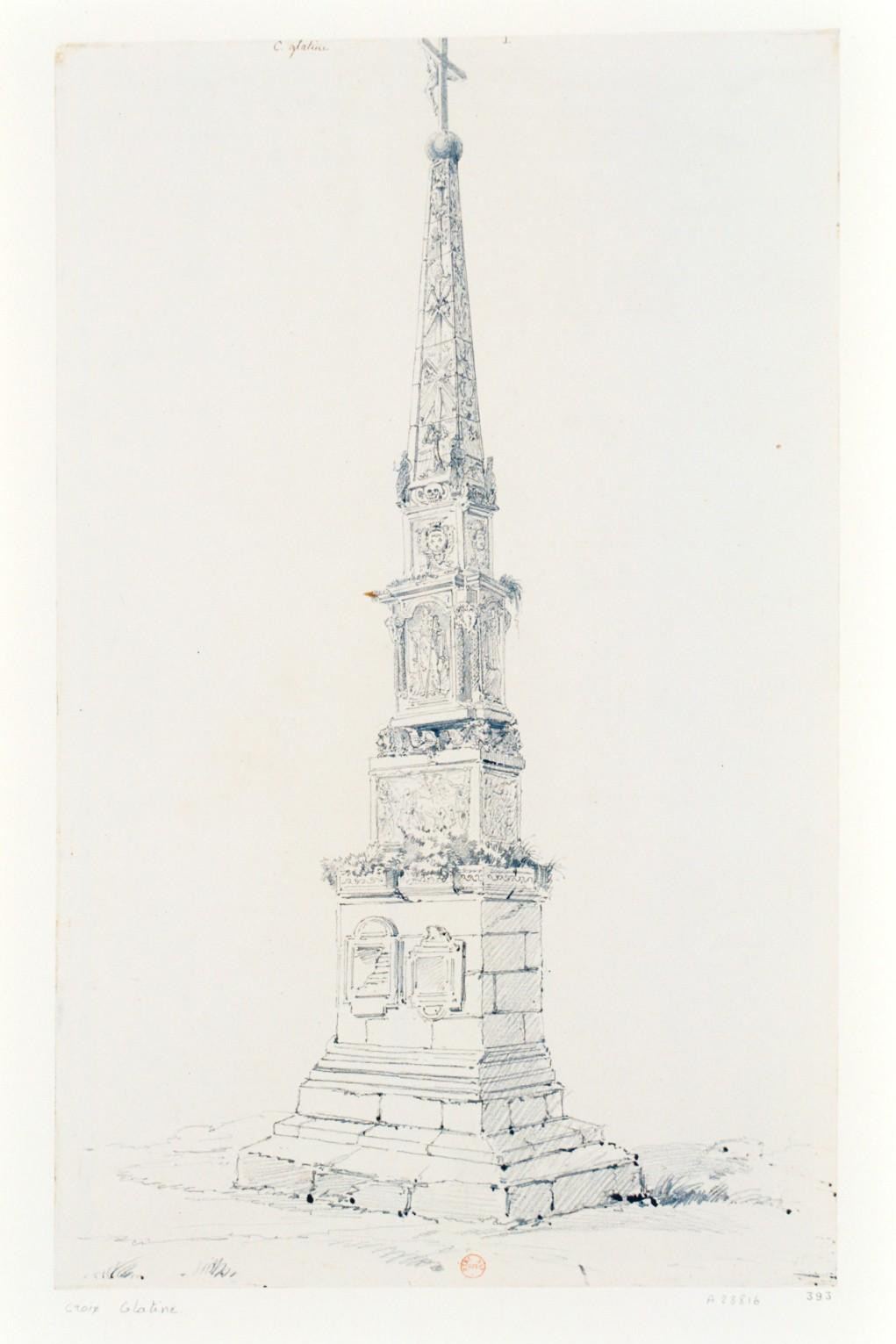
Dessin de la Croix Gastine (Paris) par Charles-Louis Bernier.

Philippe de Gastine est un négociant huguenot, mort pendu et étranglé le 30 juin 1569.

## Biographie
Au début des guerres de Religion Philippe de Gastine, un riche marchand habitant rue Saint-Denis, est condamné, ainsi que son fils Richard et son gendre Nicolas Croquet, par le parlement « pour avoir contrevenu aux Édits du Roy et avoir faict exercice de leur Prétendue Religion ».
Par arrêt de la Cour, les trois hommes sont condamnés à être pendus et étranglés. Il est en outre ordonné « que la maison dudit Gastine, sise en la rue Saint-Denis, seroit abatue & démolie au proffit des quatre Mendians; ce qui fust faict; & en la place de ladite maison, y feroit construire une Croix avec un tableau d'airain, ou la cause de sa mort seroit insérée; le tout principalement parce que l'on avait fait la Céne en laditte maison; & seroit par le mesme Arrest fondée une Messe du St. Sacrement aux despens dudit Gastine, qui se dira tous les ans à certain jour en l'église Sainte-Opportune ».
Condamnés à mort le 28 juin 1569, les trois hommes sont exécutés deux jours plus tard en place de Grève, la maison est rasée et remplacée par un monument expiatoire, appelé l'hérésie huguenote puis la croix de Gastine, qui formera, par la suite, la place Gastine,.

## Croix de Gastine
Le monument catholique érigé, qui « estoit une haute pyramide de pierre, ayant un crucifix au sommet, dorée et diaprée, avec un récit en lettres d'or, sur le milieu, de ce que dessus, et des vers latins, le tout si confusément et obliquement déduit que plusieurs estimoyent que le composeur de ces vers et inscriptions (on dit que c'estoit Estienne Jodelle, poète français homme, sans religion, et qui n'eut onc autre dieu que le ventre), s'estoit mocqué des catholiques et des huguenots », est transféré en septembre 1571 par pièces aux cimetière des Innocents.
Ce déplacement provoque des émeutes, qui préfigurent le massacre de la Saint-Barthélemy.
A l'occasion de la fermeture du cimetière des Innocents, la croix de Gastine est transférée en 1786 à la cour de la Tombe-Issoire, avec les tombes et cercueils non réclamés par leur famille. La propriété de la Tombe-Issoire a été vendue comme bien national pendant la Révolution française, et les matériaux précieux (marbre, plomb des cercueils…) ont été utilisés ou enlevés, dont la croix de Gastine.